# Зёлле, Доротея
Доротея Штеффенски-Зёлле (нем. Dorothee Steffensky-Sölle, урождённая Ниппердей, нем. Nipperdey; 30 сентября 1929[…], Кёльн, Рейнская провинция — 27 апреля 2003[…], Гёппинген, Баден-Вюртемберг) — немецкий теолог и писательница. Создательница термина «христофашизм».

## Биография
Доротея Ниппердей родилась в 1929 году в Кёльне. Её отцом был правовед Ханс Карл Ниппердей. Брат Доротеи Томас стал историком. В 1949—1951 годах Доротея изучала богословие, философию и литературу в Кельнском и Фрайбургском университетах, в 1951—1954 годах — евангелическую теологию и германистику в Гёттингенском университете. В 1954 году получила докторскую степень.
Первым мужем Доретеи был художник Дитрих Зёлле. В этом браке родилось трое детей Мартин (род. 1956), Микаэла (род. 1957) и Каролина (род 1961). Они развелись в 1964 году. В 1969 году Доротея вышла замуж за бывшего бенедиктинца, профессора Фульберта Штеффенски. От этого брака у неё была дочь Мирьям (род. 1970).
Зёлле преподавала в Кёльнском университете. Она начала заниматься политическим активизмом, выступая против войны во Вьетнаме и ядерной гонки. В 1975—1987 годах преподавала по 6 месяцев в год в Нью-Йоркской объединённой теологической семинарии, где была профессором систематической теологии. Зёлле состояла в Комиссии по религии и социализму при организации Демократические социалисты Америки.
Штеффенски-Зёлле опубликовала много книг и работ, посвящённых богословию. Она была представительницей политической теологии и теологии освобождения. Зёлле создала термин «христофашист» для описания христианских фундаменталистов. Она была феминисткой и сторонницей движения за экологию, а также поддерживала социализм, но не разделяла взгляды Маркса на религию. Зёлле осуждала андроцентристский подход к трактованию Библии, глобализм, в том числе империализм США, и милитаризм.
В 1994 году Зёлле получила степень почётного доктора Гамбургского университета. Доротея Штеффенски-Зёлле скончалась от сердечного приступа в 2003 году во время конференции в Гёппингене.